# Elizabethtown (Nueva York)
Elizabethtown es un pueblo ubicado en el condado de Essex en el estado estadounidense de Nueva York. En el año 2000 tenía una población de 1.315 habitantes y una densidad poblacional de 6.2 personas por km².

## Geografía
Elizabethtown se encuentra ubicado en las coordenadas 44°11′30″N 73°35′38″O / 44.19167, -73.59389.

## Demografía
Según la Oficina del Censo en 2000 los ingresos medios por hogar en la localidad eran de $32,244, y los ingresos medios por familia eran $44,531. Los hombres tenían unos ingresos medios de $28,295 frente a los $23,594 para las mujeres. La renta per cápita para la localidad era de $17,059. Alrededor del 15.7% de la población estaban por debajo del umbral de pobreza.